# 루덴츠성
루덴츠성(Rudenz Castle)은 스위스 우리주의 지자체인 플뤼엘렌에 있는 요새화된 탑이다.

## 역사
탑은 13세기 초에 지어졌다. 그것은 고트하르트 도로(Gotthardstrasse)를 보호하고 제국 세관을 수용했다. 14세기에 제국 관습을 수집할 권리는 아팅하우젠 영주가 소유했다. 탑의 최초 알려진 소유자는 요한 폰 아팅하우젠 남작이었다. 1360년경 요한 폰 아팅하우젠 남작이 사망한 후 소유권은 (결혼을 통해) 루덴츠의 하슬리탈 기사에게 넘어갔다. 따라서 탑은 루덴츠성으로 알려지게 되었다. 루덴츠 기사단은 브리엔츠 남작 - 링겐베르크를 섬기고 마이링엔과 기스빌에 성을 소유했다. 플뤼엘렌에 있는 탑을 상속받기 전에. 상속에 대한 논쟁이 있었고 요한 폰 루덴츠는 1370년대에 마침내 성을 차지했다. 1365년 6월 19일 상속을 받는 일부로 그는 징수된 통행료의 절반을 우리주에 부여했다. 그는 그곳에서 몇 년 동안만 통치하다가 1383년 이전에 그의 가계의 마지막 상속인이 사망했다.
요한 폰 루덴츠가 사망한 후 성은 여러 명의 소유자를 거쳤다. 17세기 전반부에 란다만 요한 하인리히 폰 브룬넨이 소유했다. 1727년 요한 요아킴 Epp에 의해 인수되었다. 그러다가 1815년 츠가겐(Zgaggen) 가문이 1,900굴덴에 구입했다. 그들은 오래된 탑을 수리하여 살기 좋은 상태로 되돌렸다. 그들은 오래된 마른 해자를 채우고, 성 주변에 광대한 정원을 심었다. 그러나 다음 세기에 걸쳐 그들은 토지의 일부를 매각해야 했고, 플뤼엘렌이 성장함에 따라 정원은 거리와 건물로 대체되었다. 성은 나중에 플뤼엘렌 시정촌에 매각되었다. 2005년에 지자체는 성부지에 공공 공원을 열고 행사를 위한 대강당을 열었다.

## 성터 유적
타워는 플뤼엘렌의 중심 근처에 있다. 타워에는 11.5 x 14m 직사각형 평면도가 있다. 벽은 고르지 않게 두껍고 동쪽 벽은 2.5m이고, 나머지 세 개는 1.8m이다. 타워는 모퉁이에 방어 타워가 있는 막벽으로 둘러싸여 있었다. 그러나 탑과 성벽 대부분은 철거되었다. 오늘날 타워는 낮은 벽으로 부분적으로만 둘러싸여 있다. 17세기까지 탑은 뾰족한 첨탑이 있는 현재의 4개의 박공 지붕으로 꼭대기에 올라갔다. 랩 어라운드 발코니와 새 창문은 18세기에 추가되었다. 19세기에 뾰족한 첨탑은 현재의 양파형 돔 첨탑으로 대체되었다. 1931년에 탑이 수리되고, 복원되어 원래의 돌이 빛을 발했다. 성은 11개의 방, 큰 홀, 큰 주방 및 지하실을 포함한다.